# Communauté de communes de Noblat
Die Communauté de communes de Noblat ist ein französischer Gemeindeverband mit der Rechtsform einer Communauté de communes im Département Haute-Vienne in der Region Nouvelle-Aquitaine. Sie wurde am 11. Juni 2004 gegründet und umfasst zwölf Gemeinden. Der Verwaltungssitz befindet sich im Ort Saint-Léonard-de-Noblat.

## Mitgliedsgemeinden
| Gemeinde                         | Einwohner 1. Januar 2022 | Fläche km² | Dichte Einw./km² | Code INSEE | Postleitzahl |
| -------------------------------- | ------------------------ | ---------- | ---------------- | ---------- | ------------ |
| Champnétery                      | 517                      | 30,60      | 17               | 87035      | 87400        |
| Eybouleuf                        | 471                      | 10,83      | 43               | 87062      | 87400        |
| La Geneytouse                    | 988                      | 19,35      | 51               | 87070      | 87400        |
| Le Châtenet-en-Dognon            | 399                      | 20,39      | 20               | 87042      | 87400        |
| Moissannes                       | 328                      | 24,64      | 13               | 87099      | 87400        |
| Royères                          | 942                      | 17,42      | 54               | 87129      | 87400        |
| Saint-Bonnet-Briance             | 538                      | 30,06      | 18               | 87138      | 87260        |
| Saint-Denis-des-Murs             | 549                      | 23,81      | 23               | 87142      | 87400        |
| Saint-Léonard-de-Noblat          | 4.319                    | 55,59      | 78               | 87161      | 87400        |
| Saint-Martin-Terressus           | 580                      | 23,53      | 25               | 87167      | 87400        |
| Saint-Paul                       | 1.235                    | 37,39      | 33               | 87174      | 87260        |
| Sauviat-sur-Vige                 | 879                      | 30,85      | 28               | 87190      | 87400        |
| Communauté de communes de Noblat | 11.745                   | 324,46     | 36               | –          | –            |